# Дрив'яти
Дрив'я́ти (біл. Дрывяты) — озеро в Браславському районі Вітебської області, Білорусі. Найбільше в Браславській групі озер і п'яте за величиною в країні. На північному березі озера розташоване місто Браслав.

## Опис
Водойма знаходиться в басейні річки Друйка. В озеро з різних сторін впадає 11 дрібних річок і струмків. Найбільші — Усвиця, Золвиця, Рака, Окуневка. У північно-східній частині водойми бере початок річка Друйка, яка об'єднує всю Браславську озерну систему і впадає у Західну Двіну, з лівого берега.
Дрив'яти належать до числа порівняно неглибоких, але великих за площею озер. Площа озера становить 36,14 км². Максимальна глибина — 12 м, середня — 6,1 м. Довжина — 9,86 км, найбільша ширина — 4,5 км. Довжина берегової лінії — 37,6 км. Об'єм води в озері становить 223,5 млн м³, площа водозбору — 459 км². 20% площі водозбору зайнята лісом та чагарником, 10% — болотами. На водозборі Дрив'яти знаходиться 37 озер, загальною площею 30 км², з'єднаних між собою річками та протоками.

## Назва
Походження назви озера пов'язується зі словом із мови стародавніх балтів, яке має значення «рихлий», «топкий».

## Улоговина та рельєф

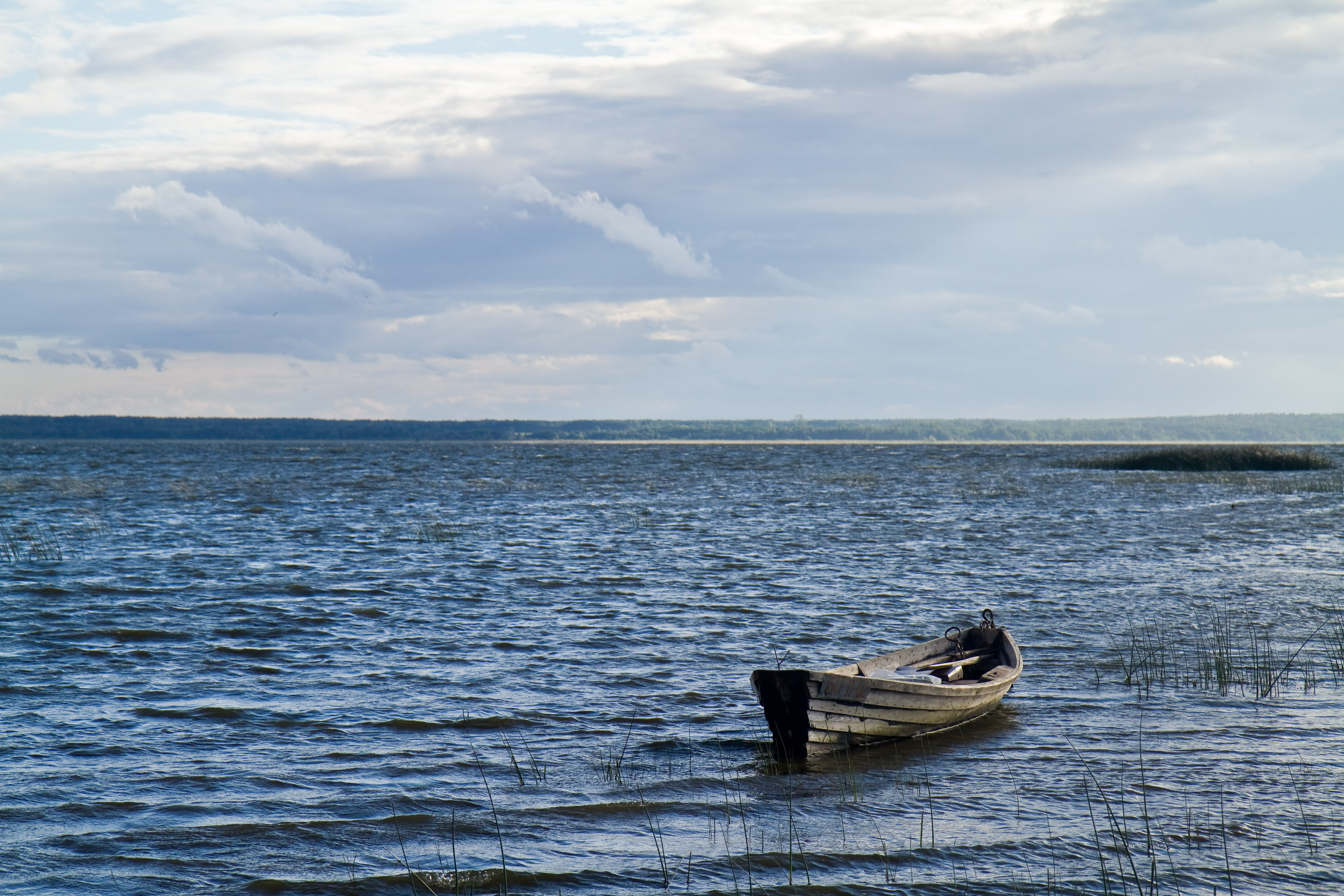
Озеро Дрив'яти

Овальна улоговина Дрив'яти витягнута із північного заходу на південний схід майже на 10 км. При цьому середня ширина її становить 3,67 км. Східна частина озера сильно порізана. У східній частині розташовуються мілководні луки — Розета та Дукельська.
Улоговина озера несиметрична. На півночі схили озера мають висоту 30-37 метрів, крутість в близько 20-25°, являють собою піщані пагорби — ками, вкриті моренними суглинками, місцями розорані. На півдні схили низькі, до 5 метрів заввишки і місцями заболочені. Схили переважно вкриті лісами. На півдні і південному сході знаходяться три великі затоки.
Береги на всій своїй довжині низькі, в багатьох місцях заболочені. Заболоченість берегів виникла в першу чергу через штучне зниження рівня води в озері.
Мілководна зона озера полога і досить широка, становить 150–300 метрів. Глибоководна зона — горбиста: западини глибиною 10-12 метрів чергуються із підняттям. До глибини 3,5-5 метрів дно піщане, глибше — вкрите мулом і сапропелем. Загальна потужність відкладень сягає 11 метрів. Найбільшу площу озера займають 6-8-метрові глибини.

### Острови
На озері розташовано 6 островів загальною площею 0,92 км².
На рівень води в озері значний вплив зробили поглиблення русла та будівництво греблі на річці Друйці: в 1926 році рівень озера становив 132 метри із загальною площею озера 38,2 км². У той час на озері було 3 острова. У 1958 році рівень води в озері знаходився на відмітці в 129 метрів, площа озера становила 32,6 км² і на озері було 11 островів.

## Вода
Вода в озері чиста. Прозорість води сягає 3 метрів влітку і 4,5 метрів взимку. Кольоровість води при цьому не перевищує 25-30°. Дрив'яти належать до числа середньо-мінералізованих водойм. Середня мінералізація води в озері становить 200 мг/л.
Озеро має значну площу дзеркала і об'єм води, тому воно відноситься до числа низькопроточних. Рівень води в озері, як і у всіх Браславських озерах, штучно зарегульований греблею Браславської ГЕС, що знаходиться на річці Друйці поблизу села Чернево.
До глибини в 7 метрів середньомісячна температура води в червні становить 17,2 °C, у липні — 18,8 °C, у серпні — 17,8 °C. Взимку температура води в поверхневих шарах становить 0,1-0,2 °C, в придонних шарах — 3-3,8 °C. Замерзає озеро в кінці листопада — на початку грудня. Зазвичай лід на озері тримається до кінця березня, але іноді — до середини квітня-початку травня.

## Флоратафауна

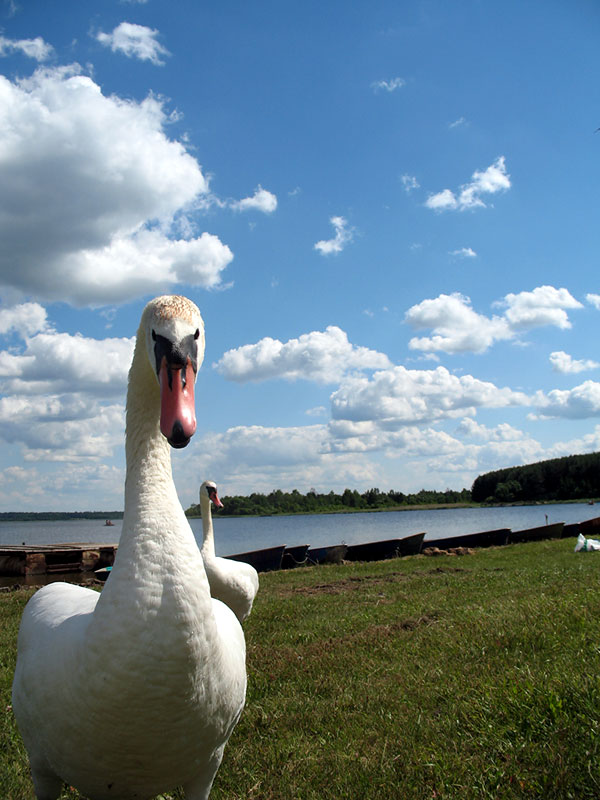
Лебідь-шипун на пляжі біля озера Дрив'яти

Ширина смуги рослинності вздовж берегів становить від 35 до 200 метрів. Тут ростуть рідкісні для Білорусі види рослин: наяда гнучка, наяда мала, гідрила кольчакова.
Водні рослини поширені до глибини 4 метрів. З надводних рослин найбільш поширений очерет. У східних і північно-східних заплавах, а також уздовж південних берегів очеретяна смуга досягає ширини в 50-100 метрів. Очеретом покриті близько 4% площі поверхні озера. Загальна площа заростання становить 10-12%. В озері відзначені 169 видів нижчих водоростей, серед яких переважають синьо-зелені. Загальна біомаса становить 4,8 г/м³.
Загальна біомаса зоопланктону становить 1-3 г/м³.
В озері поширені близько 20 видів риб: зустрічаються лящ, судак, окунь, плотва, лин, ряпушка, минь, верховодка, карась, язь, щука і та інші види. Також іноді зустрічаються вугри. Браславське озерно-товарне господарство веде промисловий вилов риби.
На річці відзначено місце гніздування птиці — лебедя-шипуна, який перебуває під охороною.